# Cầy mangut Durrell
Cầy mangut Durrell (tên khoa học:Salanoia durrelli), là một loài động vật có vú đặc hữu của Madagascar trong họ Eupleridae, thuộc bộ Ăn thịt. Nó có quan hệ gần gũi nhất với loài Salanoia concolor, cùng thuộc chi Salanoia. Hai loài này giống nhau về di truyền, nhưng khác nhau về hình thái học, do đó các nhà khoa học tách chúng làm 2 loài riêng biệt. Sau khi quan sát một cá thể năm 2004, loài này được giới khoa học biết đến và S. durrelli đã được mô tả thành một loài mới năm 2010. Nó chỉ được tìm thấy ở khu vực hồ Alaotra.
Cầy mangut Durrell có hình dáng tương tự cầy mangut đuôi nâu, với bộ lông màu nâu đỏ. Trong các mẫu vật được biết, một con cái, có chiều dài đầu và thân là 310 mm, chiều dài đuôi là 210 mm, và khối lượng cơ thể là 675 g. Một mẫu vật khác, một con đực, có chiều dài đầu và thân khoảng 330 mm, chiều dài đuôi 175 mm, và khối lượng cơ thể là 600 g. Dựa trên những dữ liệu hạn chế, S. durrelli có thể nhỏ hơn loài cầy mangut đuôi nâu.